# Manuel Jimenes
Manuel José Jimenes González (Baracoa, 14 gennaio 1808 – Port-au-Prince, 22 dicembre 1854) è stato un politico dominicano.
È stato il secondo Presidente della Repubblica Dominicana, in carica dal settembre 1848 al maggio 1849. 
Precedentemente, dal novembre 1844 all'agosto 1848, è stato Ministro della guerra e della marina.